# Лепидосирен
Лепидосирените (Lepidosiren paradoxa) са вид животни, единствен представител на семейство Американски двойнодишащи (Lepidosirenidae).
Те са незастрашен вид.
Таксонът е описан за пръв път от Леполод Фицингер през 1837 година.